# Ave Maris Stella

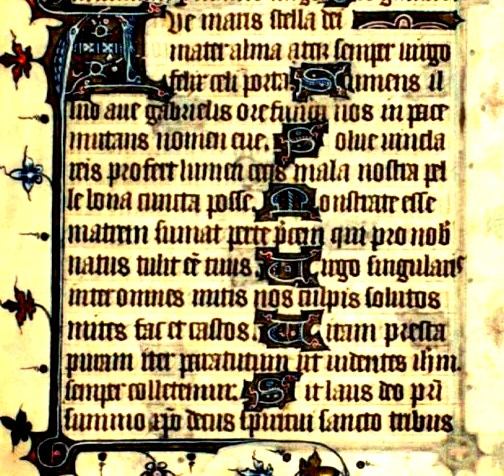
Ave maris stella in un antifonario danese del 1380

Ave maris stella è una preghiera cattolica dedicata alla Beata Vergine Maria. Il titolo latino significa: Ti saluto, stella del mare in italiano.

## Origini
L'origine della preghiera è incerta. Alcuni l'attribuiscono a Venanzio Fortunato (530-609) o a Paolo Diacono. Risale almeno al IX secolo, poiché la si ritrova nel Codex Sangallensis custodito nell'Abbazia di San Gallo. Spesso questa preghiera viene erroneamente attribuita a Roberto II, il Pio o a San Bernardo, che vissero nell'XI e XII secolo.
Quest'inno religioso viene sempre recitato nell'Ufficio Divino e durante l'Ufficio della Beata Vergine Maria, così come durante i Vespri ed è presente nel breviario romano che ne prevede la recita in occasione delle feste mariane.
Questo poema si compone di sette quartine accentate, non rimate. Il cantico chiede a Maria di mostrarsi nostra madre, di dare la luce ai ciechi, di scacciare i nostri mali, di donarci la pace, di donarci un'esistenza innocente, di renderci miti e casti e di accogliere le nostre preghiere. Comincia con un saluto e termina con una lode a Dio e alla Trinità. La Chiesa consiglia di dire la prima strofa in ginocchio.
L'origine del titolo «Stella del Mare», dato alla Beata Vergine Maria, sarebbe nei versetti del Primo libro dei Re 18,41-45. Su questa base San Girolamo, Sant'Isidoro di Siviglia, Alcuino, Pascasio Radberto e Rabano Mauro avrebbero incoraggiato l'uso di questo titolo.
Il titolo Stella del mare viene solitamente interpretato come sinonimo di stella polare, guida tradizionale dei naviganti.

## Composizioni musicali e poetiche
Per molti secoli il testo dell'Ave Maris Stella è stato cantato su melodie gregoriane.
Molti compositori hanno musicato questo inno cristiano: Giovanni Pierluigi da Palestrina, Orlando di Lasso, Guillaume Dufay, Claudio Monteverdi, Girolamo Frescobaldi, Antonio Vivaldi, Johann Sebastian Bach, Jehan Titelouze, Marcel Dupré, Tomás Luis de Victoria, Antonín Dvořák, Franz Liszt, Josquin Desprez, Josef Gabriel Rheinberger, Monsignor Lorenzo Perosi, Nino Rota, Peter Maxwell Davies, Antonio de Cabezón, John F. Larchet, Juris Karlsons e Giovanni Canciani
Esiste una versione modificata di questa preghiera che è l'inno nazionale dell'Acadia.
Germain Nouveau ha composto un poema con lo stesso nome, ispirandosi a questa preghiera.

## Il testo della preghiera

### Latino
Dei Mater alma

atque semper virgo

felix coeli porta.
Sumens illud ave

Gabrielis ore

funda nos in pace

mutans Evae nomen.
Solve vincla reis,

profer lumen caecis,

mala nostra pelle,

bona cuncta posce.
Monstra te esse matrem,

sumat per te preces

qui pro nobis natus

tulit esse tuus.
Virgo singularis

inter omnes mitis,

nos culpis solutos

mites fac et castos.
Vitam praesta puram,

iter para tutum

ut videntes Jesum

semper collaetemur.
Sit laus Deo Patri,

summo Christo decus,

Spiritui Sancto

tribus honor unus.
Amen.»
di Dio madre alma

vergine sempre e feconda

porta del cielo.
Quell'ave ricevendo

dal labbro di Gabriele

noi nella pace immergi

mutando il nome d'Eva. 
Sciogli dai lacci i rei,

rida' la luce ai ciechi,

discaccia i nostri mali,

ottienici ogni bene.
Dimostra d'esser madre.

Per te le preci accolga

quei che, per noi nascendo,

sofferse d'esser tuo.
Vergine senza pari,

tra tutte la più mite,

scioglici dalle colpe,

rendici casti e miti.
Donaci vita pura,

proteggi il nostro viaggio,

finché Gesù vedendo

gioirem per sempre insieme.
Sia lode a Dio Padre,

a Cristo sommo onore,

allo Spirito Santo,

onore a tutti e Tre. 
Amen.»

### Italiano
Ave, stella del mare, 

eccelsa Madre di Dio

e sempre Vergine,

felice porta del cielo. 
Accogliendo quell' "Ave"

dalla bocca di Gabriele,

donaci la pace,

mutando la fama di Eva.
Sciogli i vincoli per i rei,

da' luce ai ciechi,

scaccia i nostri mali,

dacci ogni bene.
Mostrati madre di tutti,

offri la nostra preghiera,

Cristo l'accolga benigno,

lui che si è fatto tuo Figlio.
Vergine santa fra tutte,

dolce regina del cielo,

rendi innocenti i tuoi figli,

umili e puri di cuore.
Donaci giorni di pace,

veglia sul nostro cammino,

fa' che vediamo il tuo Figlio,

pieni di gioia nel cielo.
Sia lode a Dio Padre,

gloria al Cristo Signore,

e allo Spirito Santo, 

unico onore alla Santa Trinità.

Amen.

### Antico volgarizzamento italiano
Ave del mare Stella,

Madre di Dio pregiata,

Vergine alma, et beata

porta, che n’apri il ciel lucente e bella.

Da noi quest’Ave santo

Che Gabriel seguendo,

Ti vegniamo offrendo,
 
gradisci, & d’Eva cangia il nome, e ‘l pianto.

Spezza nostre catene

Nostre tenébre alluma,

Il mal che ne consuma

togli, & ne impetra ogni più largo bene.

Mostrati d’esser Madre

In pregar Lui per noi,

Che chiuse i raggi suoi

Sotto ‘l vel delle tue membra leggiadre.

Vergine senza exempio

Di costumi gentili,

Noi piani ancho, & humili

Rendi, & di castità sacrato tempio.

Qua giù vivendo puri,

Lo spatio che n’avanza,

A mirar la sembianza,

Teco del Figlio tuo tranne securi.

Al Padre Eterno sia

Laude’ & al Figlio honore,

e qual gloria & splendore

a lo Spirto, una & trina monarchia.

Amen.

## Inno nazionale acadiano
Acadie ma patrie

À ton nom je me lie

Ma vie, ma foi sont à toi

Tu me protégeras (Bis)
Acadie ma patrie

Ma terre et mon défi

De près, de loin tu me tiens

Mon cœur est acadien (Bis)
Acadie ma patrie

Ton histoire je la vis

La fierté je te la dois

En l'Avenir je crois (Bis)
Ave Maris Stella

Dei Mater Alma

Atque Semper Virgo

Felix Coeli Porta (Bis)